# Гребля Гільгель-Гібе ІІІ
Гребля Гільгель-Гібе ІІІ, також ГЕС Гібе ІІІ — гравітаційна гребля на річці Омо, Ефіопія. Греблю заввишки 243 м, створено методом укоченого бетону на відстані 92 км від міста Арба-Минч у Регіоні народів і народностей півдня.
Після повного введення в експлуатацію вона буде третьою за величиною гідроелектростанцію в Африці з вихідною потужністю близько 1870 МВт (МВт). Гребля Гібе ІІІ є частиною каскаду ГЕС Гібе, що має у своєму складі греблю ГЕС Гібе I (184 МВт), греблю ГЕС Гібе IІ (420 МВт), а також  греблю на етапі спорудження ГЕС Койша (2160 МВт). Існуючі греблі знаходяться у власності і управляються державною Ethiopian Electric Power Corporation.
Проект кошторисною вартістю US$1.8 млрд було розпочато у 2008 році, ГЕС розпочало вироблення електрики у жовтні 2015 року Решта генераторів буде введено в дію до кінця 2016 року

## Технічна характеристика
Гребля Гільгель-Гібе ІІІ має 610 м завдовжки і 246 м заввишки створено методом укоченого бетону. Гребля утворює водосховище об'ємом 14 км³ і площею поверхні 210 км², та має сточище 34,150 км². Корисний об'єм водосховища — 11,75 км³ і мертвий об'єм — 2,95 км³. Нормальний робочий рівень водосховища становить 892 м над рівнем моря, максимальний — 893 м, мінімальний — 800 м. Гребля водоскиду має 108 м завдовжки, витрата через турбіни 18,000 м³/сек. Вода вище 873 м над рівнем моря скидається через аварійні шлюзи. Вода до машзалу подається двома шлюзами, від кожного з них ведуть п'ять окремих тунелів для кожної окремої турбіни. Машзал має 10х187 МВт генераторів, з радіально-осьовими турбінами, з сумарною встановленою потужністю 1870 МВт

## Ресурси Інтернету
- Gibe III Hydroelectric Project Official Website
- Ethiopia — Baubeginn bei Gilgel Gibe III
- Gilgel-Gibe-Wasserkraftwerk, Äthiopien (über Gilgel Gibe I)
- Ethiopia's Dam Problem — Debatte über Gilgel Gibe [Архівовано 14 березня 2016 у Wayback Machine.]
- AFRIKA/1915: Äthiopien — zweifelhafter Fortschritt durch Gibe III-Damm (SB) [Архівовано 4 березня 2016 у Wayback Machine.]
- http://www.survivalinternational.de/indigene/omo [Архівовано 23 березня 2016 у Wayback Machine.] (über die indigenen Völker des Omo Tals)